# Покровка (Благовіщенський район)
Покро́вка (рос. Покровка, башк. Покровка) — село у складі Благовіщенського району Башкортостану, Росія. Адміністративний центр Покровської сільської ради.
Населення — 455 осіб (2010; 457 в 2002).
Національний склад:
- росіяни — 54 %